# Иффет
«Иффет» (тур. Iffet) — турецкий сериал, снятый в 2011 году, производство компании Gold film.
Имя главной героини Иффет в переводе значит «целомудрие».

## Сюжет
Молодая девушка Иффет живёт с отцом Ахмедом и младшей сестрой в старом и скромном районе Стамбула. Она влюблена в Джамиля, таксиста, и мечтает стать его женой. Но Джамиль не может жениться на ней, так как беден и не сможет прокормить семью. Но он обещает Иффет жениться на ней, и та продолжает тайно встречаться с ним. Иффет устраивается на работу в особняк, где работает её тётя Сайма, к бизнесмену Али.
На свадьбе подруги Иффет Джамиль выпивает и насилует Иффет, которая решает не говорить об этом отцу. Тайну Иффет узнаёт её младшая сестра. Желая помириться с Иффет, Джамиль поджигает свою машину, которая была его единственным заработком. После чего Джамиль оказывается в нищете.
Узнав, что Иффет беременна, он хочет бежать из города. Но подруга Иффет, Битюль, которая влюблена в Джамиля, в ту же ночь перерезала себе вены. Родители Битюль — богатые люди и на все готовы ради дочери. Они «покупают» Джамиля. Он отказывается от Иффет, предлагает ей сделать аборт. Ахмед избивает дочь до полусмерти, узнав о её беременности, и выгоняет из дома. Иффет отвозит в больницу её начальник Али, увидевший сцену её избиения. В больнице она теряет ребёнка. Али предлагает ей пожить в его доме.
Джамиль собирается жениться на Битюль, но не может забыть Иффет. На свадьбе его ранит ножом Ахмед, узнавший о произошедшем с Иффет, после чего сам сдаётся полиции. Джамиль отказывается писать заявление на него, осознавая свою вину. Ахмед, будучи в тюрьме, прощает Иффет и просит дочь тоже простить его.
В дом Али из Лондона возвращается его дочь Ниль. Сначала она очень приветливо принимает Иффет, но после наговоров родственников Ниль меняет отношение к ней. Али идёт против родственников, защищая Иффет, влюбляется в неё. Али едет в дом Иффет и там делает ей предложение при её сестре и тёте, признаётся в любви. Иффет соглашается.
Невеста Али, Гюлин, лжёт ему о своей беременности. Иффет и Али расстаются, но вышедший из комы Эрхан, брат Али, сообщает правду о Гюлим брату. Иффет и Али снова вместе, они женятся.
Джамиль начинает соблазнять Ниль, дочь Али-Ихсана чтобы отомстить Иффет и войти в особняк. Он сообщает Иффет, что оставит Ниль только в том случае, если Иффет разведётся с мужем. Джамиль признаётся, что всё ещё любит Иффет, на что она говорит, что счастлива в браке, хотя на самом деле она продолжает тайно любить Джамиля.
Битюль, узнав о том, что Джамиль изнасиловал Иффет, разводится с мужем. Джамиль и его мать оказываются на улице. Ниль просит отца устроить Джамиля её с Иффет личным водителем. Иффет недовольна решением мужа и пытается заставить Джамиля ревновать её к Али-Ихсану, и это срабатывает. Джамиль похищает Иффет и отвозит её на дачу, куда девушка хотела отправиться с мужем, в то время как Али забирают в тюрьму по обвинению в убийстве афериста Омера, который развёл его сестру, Дилек, на деньги. Единственным, кто может помочь Али выбраться из тюрьмы, оказывается Джамиль, который рад этому. Он хочет, чтобы Иффет бежала с ним из страны, но девушка отказывается, она просит Джамиля помочь её мужу, ведь он помог ей после избиения. Джамиль соглашается, он бросает Ниль по просьбе Иффет и уходит из особняка. Иффет рассказывает Али о том, что его дочь и шофёр тайно встречаются. Ниль уходит из дома, она понимает что бесповоротно влюблена в Джамиля и готова на всё ради него. Иффет пишет письмо мужу, в котором сообщает правду о Джемиле. Али-Ихсан узнаёт о том, что это Джамиль изнасиловал и бросил Иффет, и приходит в ярость. Иффет уходит в отчий дом. Али-Ихсан ещё больше зол на Джамиля и избивает его на фабрике. В трудный час Али-Ихсану забыться помогает его адвокат, Ясемин, подруга Дилек. Ниль употребляет настолько много наркотиков, что попадает в наркотическую кому.

## В ролях
- Дениз Чакыр — Иффет
- Ибрагим Челликол — Джамиль
- Махир Гюнширай — Али
- Мехмет Чевик — Ахмед
- Мелике Гюнер — Бетюль
- Селим Эрдоган — Эрхан
- Эркан Язган — Осман
- Айше Тунабойлу — Сайме
- Эджем Озкая — Ниль